# The Silent Child
The Silent Child è un cortometraggio di Chris Overton e Rachel Shenton del 2017.

## Trama
Una insegnante domiciliare accudisce ed istruisce una bambina, che con il problema della comunicazione in famiglia è sorda e muta, in particolare con la madre. Con la pazienza e i progressi col tempo si nota nella bambina l'apprendimento del bilinguismo, ovvero: della lingua dei segni britannica ed a parlare la lingua inglese, contro la volontà della madre.

## Riconoscimenti
- 2017
  - Gold Movie Awards - Best of the year 2017
- 2018
  - Oscar 90 - Oscar al miglior cortometraggio
  - Aesthetica Short Film Festival- People’s Choice Award / York Youth Award
  - Hollywood Film Festival - Best Short Drama / Best Actress Under 18
  - London Independent Film Festival - Best Actress
  - Rhode Island International Film Festival - Best Actress / Grand Jury Prize Winner